# Italie aux Jeux paralympiques d'hiver de 2018
L'Italie participe aux Jeux paralympiques d'hiver de 2018 à Pyeongchang, en Corée du Sud, du 9 au 18 mars 2018. Il s'agit de la onzième participation du pays aux Jeux paralympiques d'hiver, l'Italie n'ayant pas été présente à la première édition hivernale des Jeux.

## Composition de l'équipe
La délégation italienne est composée de 26 athlètes prenant part aux compétitions dans 4 sports.

### Ski de fond
- Cristian Toninelli

### Snowboard
- Roberto Cavicchi
- Jacopo Luchini
- Manuel Pozzerle
- Paolo Priolo

### Ski alpin
- Davide Bendotti
- Giacomo Bertagnolli
- Fabrizio Casal
- Renè De Silvestro

### Hockey sur glace
- Alessandro Andreoni
- Eusebiu Antochi
- Gabriele Araudo
- Bruno Balossetti
- Gianluca Cavaliere
- Valerio Corvino
- Cristoph Depaoli
- Stephan Kafmann
- Sandro Kalegaris
- Nils Larch
- Gregory Leperdi
- Andrea Macrì
- Florian Planker
- Roberto Radice
- Gigi Rosa
- Santino Stillitano
- Werner Winkler